# Åsa Hartzell
Åsa Kerstin Hartzell Grüner, född 11 juli 1963 i Norums församling i Göteborgs och Bohus län, är en svensk politiker (moderat). Hon har varit riksdagsledamot (tjänstgörande ersättare) för Göteborgs kommuns valkrets under 2019, 2021 och 2024.
Hartzell var tjänstgörande ersättare i riksdagen för Lars Hjälmered 25 februari–10 maj 2019 och för David Josefsson 1 september–30 november 2021 och 10 september–20 december 2024. I riksdagen har hon varit ledamot i trafikutskottet och extra suppleant i näringsutskottet och civilutskottet.